# سكوتوصور

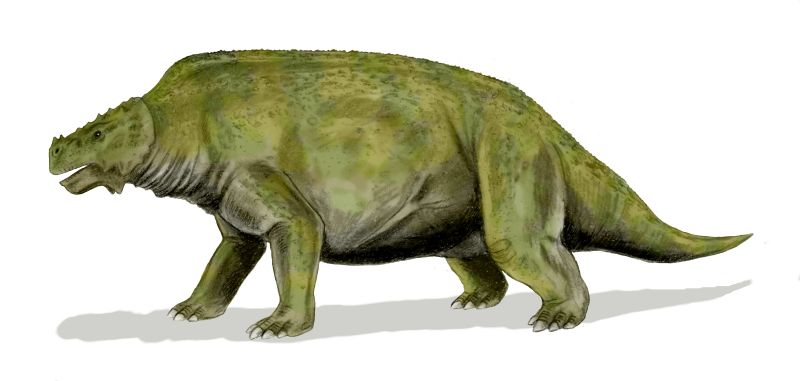
اعادة انشاء السكوتوصورس

السكوتوصورس (Scutosaurus؛ "سحلية الدرع") كان جنس من البارياصورات مغطى بدرع عاش منذ حوالي 254-252 مليون سنة مضت في روسيا في عصر البرمي، اسمه يشير إلى صفائح كبيرة من الدروع منتشرة على جسمه، كانت زواحف اللاقوسيات الكبيرة وعلى عكس معظم الزواحف كانت السيقان أسفل الجسم لدعم وزنه الكبير.

## وصلات خارجية
- Pareiasaurinae at Palaeos